# Данбі (Нью-Йорк)
Данбі (англ. Danby) — місто (англ. town) в США, в окрузі Томпкінс штату Нью-Йорк. Населення — 3421 особа (2020).

## Демографія
Згідно з переписом 2010 року, у місті мешкало 3329 осіб у 1373 домогосподарствах у складі 933 родин. Було 1480 помешкань
Расовий склад населення:
| - 91,8 % — білих - 2,5 % — чорних або афроамериканців - 1,3 % — азіатів - 0,8 % — корінних американців |

До двох чи більше рас належало 3,1 %. Частка іспаномовних становила 2,6 % від усіх жителів.
За віковим діапазоном населення розподілялося таким чином: 22,5 % — особи молодші 18 років, 64,3 % — особи у віці 18—64 років, 13,2 % — особи у віці 65 років та старші. Медіана віку мешканця становила 43,5 року. На 100 осіб жіночої статі у місті припадало 97,6 чоловіків;  на 100 жінок у віці від 18 років та старших — 93,8 чоловіків також старших 18 років.
Середній дохід на одне домашнє господарство  становив 81 659 доларів США (медіана — 56 458), а середній дохід на одну сім'ю — 92 305 доларів (медіана — 64 650). Медіана доходів становила 46 979 доларів для чоловіків та 51 165 доларів для жінок. За межею бідності перебувало 17,6 % осіб, у тому числі 22,5 % дітей у віці до 18 років та 1,7 % осіб у віці 65 років та старших.
Цивільне працевлаштоване населення становило 1826 осіб. Основні галузі зайнятості: освіта, охорона здоров'я та соціальна допомога — 36,8 %, науковці, спеціалісти, менеджери — 13,6 %, будівництво — 11,8 %, роздрібна торгівля — 10,2 %.